# Frau und Hund
Frau und Hund (Untertitel: Zeitschrift für kursives Denken) ist eine Zeitschrift für Kunst, Literatur und verwandten Themen, die seit 2003 von dem Künstler Markus Lüpertz herausgegeben wird.

## Geschichte
Die Zeitschrift erschien erstmals anlässlich der Art Basel als broschiertes Heft, das an Besucher der Messe abgegeben wurde. Eine rein italienische Ausgabe wurde im April 2004 in der Villa Massimo in Rom präsentiert, eine rein französische Ausgabe im November 2006 im Centre Pompidou in Paris. Im Mai 2007 wurde eine weitere Sonderausgabe in der Albertina in Wien präsentiert.
Seit der 11. Ausgabe erscheint die Zeitschrift nicht nur als kartonierte Ausgabe im Buchhandel, sondern auch als leinengebundene Ausgabe, der eine Originalgraphik eines Künstlers aus Lüpertz’ Umfeld beigegeben ist.
Aus der Zeitschrift ist die Edition Reihe für kursives Denken hervorgegangen.

## Inhalt
Das Konzept entstand aufgrund einer Idee von Markus Lüpertz und dessen Unzufriedenheit mit der Kunstkritik gemeinsam mit dem Redakteur G. H. Holländer und Durs Grünbein.
Der Deutschlandfunk stellte in einer Rezension fest: „Abseitige Texte mit abstrusen Privatphilosophien finden sich ebenso wie originelle Beiträge nicht ohne Anmut und Witz.“ Die Inhalte der Zeitschrift vergleicht der Rezensent des Deutschlandfunks mit einem bunten Kraut- und Rübengarten, in dem auch Riesentomaten wachsen, von denen nicht ganz klar ist, ob sie essbar sind: „Man muss den ausgeprägten Narzissmus eines Markus Lüpertz augenzwinkernd in Kauf nehmen, um in dieser Zeitschrift eine großzügig alimentierte Spielwiese zu sehen, ein freies Feld der Anarchie.“
Der Untertitel „Zeitschrift für kursives Denken“ spielt auf den Begriff kursiv und das Wort Kurs als Gegensatz zum Diskurs an.
Frau und Hund erscheint in Teltow mit drei Ausgaben im Jahr.

## Autoren
In Frau und Hund haben zahlreiche deutsche und internationale Künstler und Intellektuelle veröffentlicht.
- Frank Stella
- Brenton Broadstock
- Moni Ovadia
- Valentino Zeichen
- Piero Falchetta
- Jean-Claude Lebensztejn
- Benoît Gréan
- Jean Marois
- László Krasznahorkai
- Juri Awerbach
- Zlatko Krasni
- Heinrich Steinfest
- Durs Grünbein
- Werner Schade
- Hans Holländer
- Gabriele Henkel
- Tilman Spengler
- Jörg H. Gleiter
- Thomas Kunst
- Joachim Sartorius
- Mirjam Schaub
- Daniel Spoerri
- Jörg Immendorff
- Peter Joch
- Thomas Unterrainer